# Tuntum
Tuntum este un oraș în unitatea federativă Maranhão (MA), Brazilia.